# باولا بيرن
باولا بيرن (بالإنجليزية: Paula Byrne)‏ هي كاتبة سير وكاتِبة بريطانية، ولدت في 1967.